# Човган Олександр Юрійович
Олекса́ндр Ю́рійович Чо́вган — (*28 лютого 1973, Вінниця) — видавець, громадський діяч, Президент медіа-корпорації RIA, голова Громадської Ради Державного комітету з телебачення та радіомовлення України, голова ради директорів Асоціації «Незалежні Регіональні Видавці України», член правління Всесвітньої Газетної Асоціації WAN-IFRA.

## Біографія
Народився в родині службовців. Мати — кандидат наук, викладач. Батько — технічний інспектор праці.
Громадянин України. Безпартійний. Одружений, має п'ятирічну доньку. Постійно проживає в Україні, в місті Вінниця.
Трудову діяльність почав в 15 років в Вінницькому Палаці Дітей та Юнацтва (інструктор-методист з технічних видів спорту).
В 19 років, ще в 1993 році очолив газету «РІА», яка згодом перетворилася на Медіа-корпорацію «RIA». За час своєї діяльності на керівних посадах створив більше тисячі робочих місць в різних містах України. Сьогодні в структурі Медіа-корпорації «RIA» в місті Вінниця працює близько 500 осіб.

## Освіта
- Вінницький національний технічний університет (випуск 1994 року). Радіоінженер
- Тернопільська академія народного господарства ( Нині - Західноукраїнський національний університет)(випуск 2001 року). Фінансист
- Інститут Всесвітнього Банку, Париж (випуск 2004 року). Медіафахівець
- Ukrainische Freie Universität, Мюнхен, докторант філософії психологічних наук (з 2022)
- Ukrainische Freie Universität, Мюнхен, спеціаліст по наданню консультацій людям в стані пост-травматичних стресових розладів (випуск 2024)

## Досвід роботи
- В 1993 році, у 19-річному віці випустив перший номер газети «RIA». Зараз газета є базовим підприємством Медіа-корпорації «RIA».
- Президент Медіа-корпорації «RIA» (м. Вінниця)
- Співзасновник та видавець газет «RIA» (м. Вінниця), «RIA-Інтер» (м. Житомир), «RIA-Козятин» (м. Козятин, Вінницька обл.), «RIA-плюс» (м. Тернопіль), «ВСІМ» (м. Хмельницький). Сьогодні інтернет-група RIA перетворилася на шостий за величиною Інтернет-холдинг України. Сайт auto.ria.com — один з перших в Україні сайтів про автомобілі стабільно утримує перше місце в рейтингах відвідувань.
- Медіа-консультант Паризького інституту Всесвітнього банку
- Є президентом медіа-корпорації RIA, до якої відносяться:    Інтернет-портали

— auto.ria.com
— dom.ria.com
— market.ria.com
— avia.ria.com
 — ria.com
— сайт-довідка 20.ua
— сайт-афіша moemisto.ua
— регіональний сайт новин 20хвилин
 — automoto.ua
 — hotels24.ua
 — регіональні радіокомпанії
 — мережі зовнішньої реклами
 — газети
 — друкарні

## Громадська та політична діяльність
- Входить до Ради Директорів[недоступне посилання з серпня 2019]  Всесвітньої Газетної Асоціації від України.
- Голова громадської Ради Державного комітету телебачення і радіомовлення
 України.
- Очолює Асоціацію "Незалежні Регіональні Видавці України"[1], яка  є членом Всесвітньої Газетної Асоціації.
- Представляє Україну у Всесвітньому Форумі Редакторів.
- Віце-президент Асоціації Видавців Періодичної Преси України (УАВПП)
- Віце-президент Гільдії редакторів Вінницької області
- У 2002 році обраний депутатом Вінницької міської ради по виборчому округу №18, набравши 92% голосів при 7 кандидатах. Працював секретарем постійної депутатської комісії Вінницької міської ради з питань підприємництва, будівництва, транспорту та зв'язку
- Входить до складу фахівців, які визначають індекс свободи преси Reporters Without Borders
- Входить до складу моніторингових місій зі свободи слова WAN-IFRA, Article 19, Freedom House, Open Society Foundation–London
- Позапартійний
- Указом Президента 24.08.2018 присвоєно звання Заслужений Журналіст України
- Під час воєнної агресії РФ очолює Раду Директорів Асоціації "Незалежні Регіональні Видавці України", яка ініціювала залучення від європейських донорів фінансування оплати праці журналістів регіональних українських медіа та оплату газетного паперу для відновлення випусків регіональних газет на сотні тисяч євро.
- 4 травня 2025 року Асоціації "Незалежні Регіональні Видавці України" в Кракові на Всесвітньому Конгресі отримала Золоте перо Свободи для всіх незалежних журналістів України від Всесвітньої Асоціації Видавців WAN-IFRA

## Спортивні звання
- Кандидат в майстри спорту з триборства радистів (спортивне орієнтування, стрільба, радіозв'язок азбукою Морзе)
- Кандидат в майстри спорту зі спортивної радіопеленгації
- Кандидат в майстри спорту зі спортивного орієнтування
- Багатократній чемпіон Вінницької області зі спортивної радіопеленгації та троебір'я радистів (1987, 1988, 1989, 1991, 1992, 2014, 2015 роки)
- Срібний призер України 1992 року з троєбір'я радистів
- Чемпіон України 2014 року у командному заліку у парі з Василем Колодяжним зі спортивної радіопеленгації[недоступне посилання з серпня 2019]
- Срібний призер у особистому та командному заліках чемпіонату Європи 2015, 2017 років з спортивного радіо-орієнтування
- Срібний призер Кубку України з спортивної радіопеленгації в особистому заліку 22-23 вересня 2018
- Бронзовий призер Європейського Кубку зі спортивної радіопеленгації в особистому заліку 2019 (Замосць, Польща)
- Чемпіон Європейського Кубку зі спортивної радіопеленгації в особистому заліку 2024 (Польща)
- Чемпіон Європи серед чоловіків 50-59 років зі спортивної радіопеленгації в командному заліку, 3 вересня 2024 (Болгарія)

Активно займається гірським туризмом, хайкінгом, радіопелегацією та спортивним орієнтуванням.

## Виступи
- Олександр Човган: Досвід мультимедіа та конвергенції (MediaCamp Kyiv 2009)
- "RIA" обменивается опытом с "Сегодня Мультимедиа"
- Рекламный рынок печатных СМИ ждут изменения
- В Україні і світі до 2050 р перестануть існувати паперові газети. Олександр Човган про ринок реклами та розвиток демократії
- Олександр Човган пропонує прозорі тендери й розподілення грошей тим, хто донесе інформацію за найменшу суму максимальній кількості читачів

## Інтерв'ю
- Александр Човган: «Потенциал региональной прессы явно недооценен»
- Александр Човган: «В защиту традиционной газетной рекламы говорят цифры»
- Издательский сейлз-хаус в Украине: большой шаг в развитии рынка или попытка, обреченная на провал?
- Всеукраинский газетный конгресс. Читатель должен быть не учеником, а другом
- Газета "20 хвилин" – как неотъемлемая часть утреннего рациона
- "Черный Кофе": благодійний концерт до Дня Захисту Дітей (О. Човган)
- RIA купила інфузоматор для онкохворих дітей та закликає підприємців підтримати акцію (О. Човган)
- Олександр Човган виступає проти безконтрольних перевірок ЗМІ
- Всемирный газетный конгресс состоится в Украине
- В Украине соберутся лучшие газетчики мира (газета "Сегодня")
- Всемирный газетный конгресс состоится в Украине ("Комсомольская правда")
- Новый глава общественного совета госкомтелерадио будет координировать вопросы развития свободы слова в Украине (интервью, "Комсомольская правда")
- Міліція вибачалась перед гендиректором Всесвітньої Газетної Асоціації у присутності Олександра Човгана — «Телекритика», 31.10.2010
- Телепрограма "Актуальне інтерв'ю" з Олександром Човганом про свободу слова в Україні (частина 1) 5.12.2010
- Телепрограма "Актуальне інтерв'ю" з Олександром Човганом про свободу слова в Україні (частина 2) 5.12.2010
- ТСН (Телевізійна служба новин, канал 1+1) Олександр Човган: "Чиновники "наварили" на книжках для бібліотек 10 мільйонів гривень" 14.12.2010
- vlasti.net Александр Човган о разработанном законе, расширяющем права журналистов и ответственность за препятствие журналисткой деятельности  28.02.2011
- Александр Човган - организатор Третьего всеукраинского газетного конгресса - о переходе газет в цифру 21.10.2011

## Виноски
1. 1 2  Про Асоціацію > Дирекція